# Dilly Dally

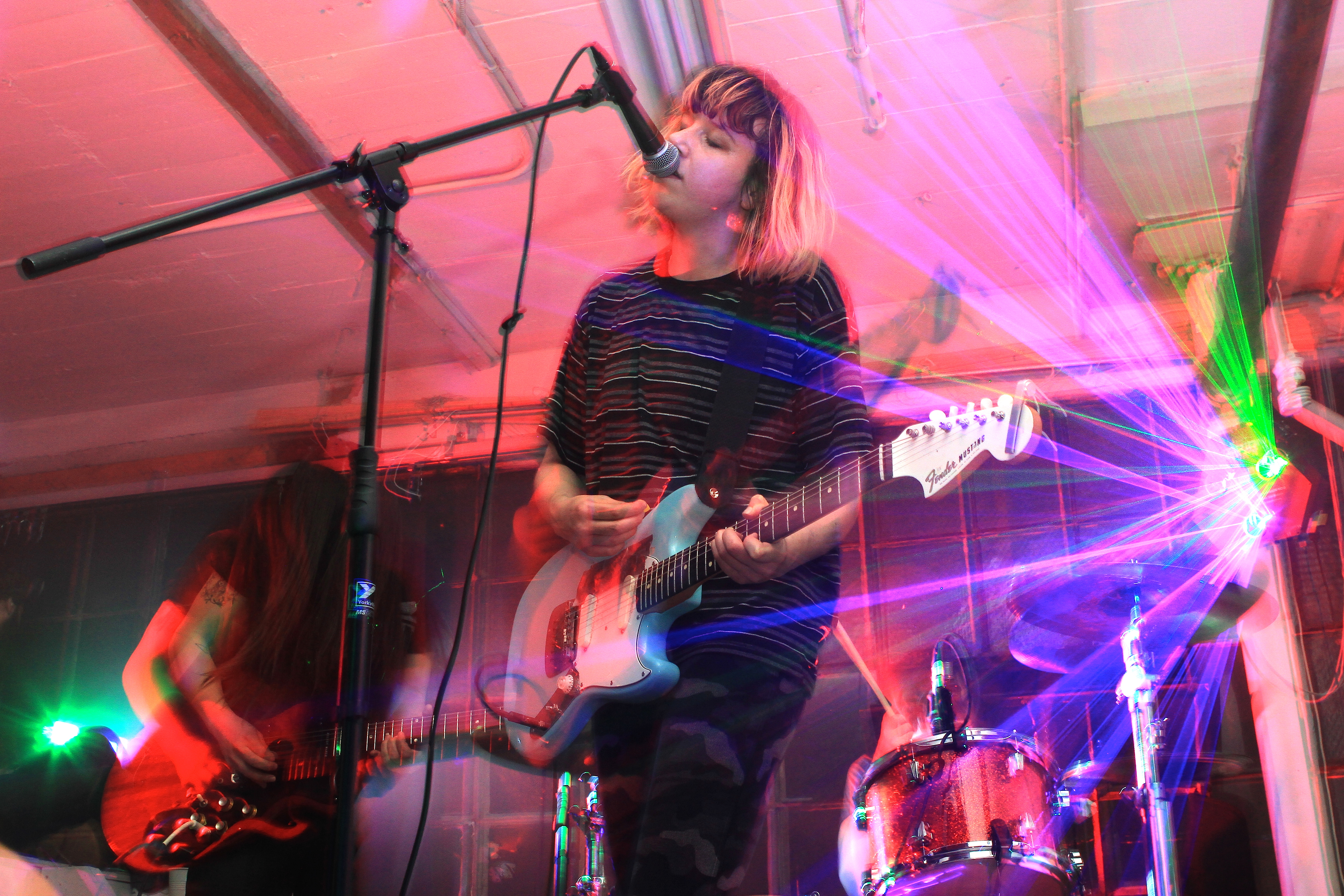
Concert de Dilly Dally à Toronto, 8 octobre 2015.

Dilly Dally est un groupe de rock canadien originaire de Toronto et sa banlieue,,,. Le groupe est composé de Katie Monks au chant et à la guitare, Liz Ball à la guitare, Annie Jane Marie à la basse et Benjamin Reinhartz à la batterie.
Le groupe a sorti deux albums et plusieurs singles.